# Aérodrome de Kéniéba
L'aérodrome de Kéniéba est un aéroport desservant Kéniéba, une ville et une commune du cercle de Kéniéba dans la région de Kayes, au Mali.